# كارل ثيودور (ناخب بافاريا)
كارل ثيودور (11 ديسمبر 1724 - 16 فبراير 1799)؛ كان الأمير الناخب-كونت بالاتينات ودوق يوليش وبيرغ منذ عام 1742، وأخيراً أصبح ناخب بافاريا منذ عام 1777 حتى وفاته، هو أحد أفراد فرع بالاتينات-زولتسباخ من سلالة فيتلسباخ العريقة.

## السيرة الذاتية
ولد كارل تيودور في دورغينبوس بالقرب من بروكسل، فهو الابن الوحيد الباقي لـ يوهان كريستيان كونت بالاتينات-زولتسباخ وزوجته الأولى ماريا هنرييته دي لاتور دأوفرن مارغرافين بيرخن أوب زووم هي حفيدة هنري دي لاتور دأوفرن، فيكومت تورين أحد أهم شخصيات في الحرب الثلاثين عاماً.
أصبح كارل تيودور منذ 1728 مارغريف بيرخن أوب زووم، ومنذ 1733 خلف والده في كونتية بالاتينات-زولتسباخ، وأيضا ورث الانتخابية بالاتينات بعد وفاة قريبه كارل الثالث فيليب من فرع نيوبورغ، ولتقوية العلاقات بين سلالة فيتلسباخ العريقة قام كارل الثالث فيليب بتظيم حفل زفاف في 17 يناير 1742 وذلك من خلال تزويج حفيداته على التوالي إليزابيث أوغستا التي تزوجت منه، وفي حين شقيقتها ماريا آنا تزوجت من الأمير البافاري كلمينس.
وباعتباره ناخب بالاتينات استطاع الفوز بقلوب رعاياه وذلك من خلال تأسيس أكاديمية العلوم، وكان أيضا داعماً للفنون وجهز مجموعة من المتاحف، وأنشأ عند قصره في شفيتسنغن «حديقة للحكمة» ضمت مبان ترمز للتسامح الديني ولمصادر الحكمة منها مبنى مسجد الكبير، وعند وفاة ابن عمه ماكسيمليان الثالث يوزف في 1777 أصبح أخيراً ناخب بافاريا، وبذلك انتقل إلى ميونخ.
لم يأخذ كارل تيودور لقبه الجديد على الفور، بحيث كان لديه العديد من العشيقات والأطفال الغير شرعيين، فأبنائه هؤلاء لا يستطيعون أن يرثوا بافاريا أو بالاتينات، بذلك كان عليه إيجاد أراضي يمكن أن يرثها أبنائه الغير الشرعيين، لذلك كانت تستحوذه فكرة إعادة إنشاء الإمبراطورية برغونة منذ العصور الوسطى (تلك أراضي تعتبر في ذاك الوقت تحت سيطرة فرنسا وأسرة هابسبورغ).
في 3 يناير 1778 بعد وفاة ماكسيمليان يوزف تفاوض مع الإمبراطور هابسبورغ يوزف الثاني حول إمكانية تبادل جنوب بافاريا بهولندا النمساوية.
مع ذلك تلقى معارضة شديد اللهجة من أرملة سابقه ماريا آنا صوفيا الساكسونية وابن عمه كارل أوغست الثاني دوق تسفايبروكن ورئيس أسرة بالاتينات-تسفايبروكن-بيركنفيلد والذي يعتبر وريثه المفترض، تلقى هؤلاء الدعم من فريدرخ الثاني ملك بروسيا ومعظم المناطق الألمانية.
أدت الأزمة الدبلوماسية إلى نشوب الحرب الخلافة البافارية والتي انتهت بـ صلح تيشن، والتي قبلت بكارل تيودور كناخب بافاريا، في حين ابعدت أبنائه غير الشرعيين من الخط الخلافة، وأيضا مكنت النمسا من احتلال إنفيرتل وهو جزء بافاري على حوض نهر إن.
كان لدى كارل تيودور ابن شرعي وحيد من زوجته الأولى الكونتيسة إليزابيث أوغستا من زولتسباخ ومن سوء الحظ توفي هذا الابن بعد يوماً واحداً من ولادته، زوجته توفيت في 1794، وفي العام التالي تزوج من ماريا ليوبولدين من النمسا-إستي ابنة شقيق الإمبراطور يوزف الثاني؛ لم يكن لديه أبناء منها، كان هناك اقتراح الثاني حول تبادل الأراضي في 1784 ومع ذلك فشل بسبب معارضة فريدرخ الثاني ملك بروسيا الذي قام بتشكيل عصبة الأمراء الذي ضُم العديد من الأمراء البروتستانت لحماية مصالحهم الإقليمية.
وأخيراً في 16 فبراير 1799 توفي كارل تيودور في قصر ريزيدنز بميونخ، تاركاً ورائه خمسة من أبنائه غير الشرعيين من أصل سبعة أثنين منهما توفوا قبله، مررت الانتخابية بافاريا إلى ماكسيمليان الرابع يوزف هو شقيق الأصغر لكارل أوغست الثاني (توفي في عام 1795)، وفي حين زوجته الثانية تزوجت زواج مرغنطي في 1804 واستطعت انجاب العديد من الأبناء.